# Yeltsin Jacques
Yeltsin Francisco Ortega Jacques (Campo Grande, 21 de setembro de 1991) é um atleta paralímpico brasileiro. Seu nome é uma homenagem ao primeiro presidente russo Boris Yeltsin.

## Biografia
Yeltsin começou a praticar corrida aos dezesseis anos em sua cidade-natal, Campo Grande, em Mato Grosso do Sul.
No Mundial da França em 2013, conquistou medalha de prata nos 1 500 metros e de bronze nos 800 metros. Já nos Jogos Parapan-Americanos de Toronto em 2015, foi medalhista de ouro nas provas dos 1 500 e 5 000 metros. Nos Jogos Parapan-Americanos de Lima em 2019, levou a medalha dourada na prova dos 1 500 metros e a de bronze nos 5 000 metros.
Ele ainda participou dos Jogos Paralímpicos de Verão de 2020 em Tóquio, onde, após prova com ultrapassagem na última curva, conquistou a medalha de ouro ao se consagrar campeão na corrida de 5 000 metros na classe T11, estabelecendo novo recorde continental (15min13s76), ganhando sua primeira medalha nos Jogos Paralímpicos e a primeira do Brasil no Atletismo em Tóquio 2020. No Japão, Yeltsin Jacques conquistou sua segunda medalha de ouro e ajudou o Brasil a chegar à marca de 100 (cem) medalhas de ouro na história dos Jogos Paralímpicos, ainda quebrando o recorde mundial dos 1 500 metros da classe T11, marcando 3 minutos, 56 segundos e 60 centésimos.